# Pruno
Pruno (kors. U Prunu) – miejscowość i gmina we Francji, w regionie Korsyka, w departamencie Górna Korsyka.
Według danych na rok 1990 gminę zamieszkiwało 129 osób, a gęstość zaludnienia wynosiła 20 osób/km².